# Semelako Tiga
Semelako Tiga is een bestuurslaag in het regentschap Lebong van de provincie Bengkulu, Indonesië. Semelako Tiga telt 897 inwoners (volkstelling 2010).